# Шагалалы (Северо-Казахстанская область)
Шагалалы (каз. Шағалалы, до 16 сентября 2010 — Чаглы) — село в Аккайынском районе Северо-Казахстанской области Казахстана. Административный центр сельского округа Шагалалы. Код КАТО — 595858100.

## История
Указом ПВС Казахской ССР от 16.08.1971 года посёлку центральной усадьбы Северо-Казахстанской государственной опытной станции присвоено наименование село Чаглы.

## Население
В 1999 году численность населения села составляла 1555 человек (746 мужчин и 809 женщин). По данным переписи 2009 года, в селе проживало 1283 человека (611 мужчин и 672 женщины).